# سجاد عربي

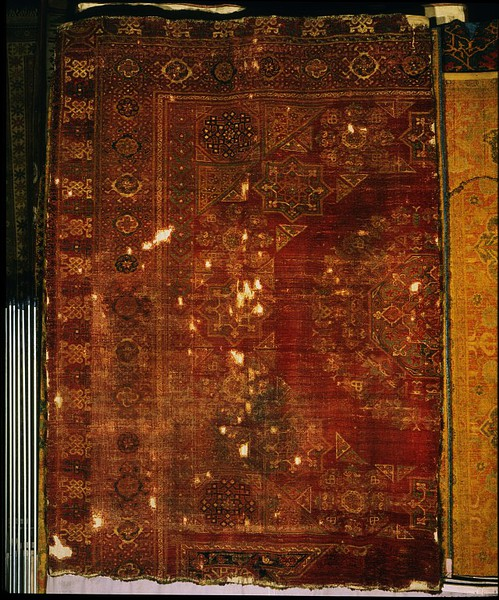
سجادة مصرية مصنوعة ما بين 1468-1496م.

السجاد العربي هو سجاد مشرقي مصنوع في العالم العربي باستخدام تقنيات صنع السجاد العربية التقليدية. حقق السجاد العربي شهرة عالمية مع الاستخدام المتكرر لطريق التوابل.
وهو نوع من أنواع السجاد الفاخر، وهو مكون من مكونات الثقافة العربية، بلغت تلك الصناعة أعلى درجاتها في الفترة العباسية واستمرت حتى يومنا هذا، وقد تفرعت صناعة السجاد العربي حتى انفصل عنها السجاد التركي والإيراني محافظا على أسس السجاد العربي، هناك عدة طرق لنسجه منها: «الحياكة»، و«الشك» الأولى لصناعة سجاد ذو خيوط عرضية متشابكة، والطريقة الثانية لصناعة سجاد به فروة.

## التاريخ
تم التنقيب عن سجاد عربي يعود تاريخه إلى القرن السابع قبل الميلاد في مأرب. «الرحال» هي نوع من السجاد الجاهلي صنع في الحيرة، وهي مدينة قديمة كانت عاصمة اللخميين.

## المواد
صوف الغنم هو أكثر المواد المستخدمة في صناعة السجاد العربي التقليدي. استخدمت مواد أخرى في صناعة هذا السجاد، مثل القطن ووبر الإبل وشعر الماعز والكتان. من المحتمل أن يستخدم الحرير في وسط السجاد الأكبر حجمًا.

## في الثقافة الشعبية
البساط السحري الخاص بعلاء الدين هو البساط العربي الذي يحتل مكانة بارزة في الثقافة العربية.